# Qualificazioni al campionato europeo maschile under 21 di calcio 2015 - Gruppo 7

## Classifica
| Squadra | P.ti | G | V | N | P | F  | S  | DR  |
| ------- | ---- | - | - | - | - | -- | -- | --- |
| Svezia  | 16   | 8 | 5 | 1 | 2 | 20 | 14 | +6  |
| Grecia  | 15   | 8 | 5 | 0 | 3 | 20 | 10 | +10 |
| Polonia | 15   | 8 | 5 | 0 | 3 | 17 | 10 | +7  |
| Turchia | 13   | 8 | 4 | 1 | 3 | 16 | 11 | +5  |
| Malta   | 0    | 8 | 0 | 0 | 8 | 2  | 30 | -28 |

## Risultati
| Arbitro: | Alexander Harkam |

|                       |           |  |
| Milik 85’ Chrapek 90’ | Marcatori |  |

| Arbitro: | Danilo Grujić |

|                             |           |             |
| Pawłowski 8’ Milik 24’, 31’ | Marcatori | 55’ Kocabas |

| Arbitro: | Sjarhej Cynkevič |

|                                        |           |  |
| Ali Sahiner 26’, 40’ Frei 44’ Ünal 72’ | Marcatori |  |

| Arbitro: | Georgi Kabakov |

|                                |           |                      |
| Thern 15’ Hrgota 21’ Ishak 56’ | Marcatori | 10’ (aut.) Milošević |

| Arbitro: | Michael Johansen |

|                                                            |           |  |
| Karelīs 5’, 13’ Kitsiou 72’ Diamantakos 78’ Gianniotas 90’ | Marcatori |  |

| Arbitro: | Javier Estrada |

|                      |           |                              |
| Çağıran 42’ Frei 87’ | Marcatori | 31’ Hallberg 90+3’ Gustafson |

| Arbitro: | Steven McLean |

|             |           |  |
| Çağıran 11’ | Marcatori |  |

| Arbitro: | Marco Fritz |

|                     |           |  |
| Furman 33’ Żyro 42’ | Marcatori |  |

| Arbitro: | Þóroddur Hjaltalín |

|  |           |                                                            |
|  | Marcatori | 17’ (rig.) Potouridīs 45+1’, 90’ Kolovos 90+4’ Diamantakos |

| Arbitro: | Anthony Taylor |

|             |           |  |
| Çağıran 66’ | Marcatori |  |

| Arbitro: | Ruddy Buquet |

|                                                                          |           |           |
| Diamantakos 4’ Mavrias 19’ Potouridis 44’ (rig.) Kolovos 47’ Karelis 88’ | Marcatori | 38’ Ishak |

| Arbitro: | Jari Järvinen |

|              |           |                                               |
| Pisani 90+2’ | Marcatori | 28’, 43’, 65’ Milik 55’ Chrapek 60’ Pawłowski |

| Arbitro: | Vitalij Meškov |

|                       |           |             |
| Milik 61’, 79’, 90+5’ | Marcatori | 85’ Karelis |

| Arbitro: | Georgi Vadachkoria |

|                                                     |           |  |
| Guidetti 11’, 27’ Claesson 20’ Hrgota 34’ Nyman 69’ | Marcatori |  |

| Arbitro: | Enea Jorgji |

|              |           |                            |
| Sciculna 10’ | Marcatori | 29’ Milošević 70’ Guidetti |

| Arbitro: | Artur Dias |

|                             |           |                   |
| Karelis 61’ Bouchalakis 89’ | Marcatori | 11’ (rig.) Başsan |

| Arbitro: | Neil Doyle |

|  |           |                           |
|  | Marcatori | 11’, 48’ Başsan 83’ Demir |

| Arbitro: | Davide Massa |

|                                |           |  |
| Guidetti 52’ Thelin 73’, 90+1’ | Marcatori |  |

| Arbitro: | Kevin Clancy |

|                                      |           |                              |
| Olsson 34’, 58’, 71’ Hiljemark 90+2’ | Marcatori | 29’ Başsan 84’ Frei 86’ Ünal |

| Arbitro: | Bastian Dankert |

|                                          |           |               |
| Karelis 12’ Gianniotas 88’ (rig.), 90+3’ | Marcatori | 24’ Przybyłko |